# Зовик
Зовик, още Бзовик или Безовик (на македонска литературна норма: Зовиќ), е село в Северна Македония, община Новаци. Край селото е разположен Чебренският манастир „Свети Димитър“.

## География
Селото е разположено в южната част на Северна Македония, в областта Мариово. На Градешката (или Зовичката) река е разположен известният каменен Зовички мост. Мостът е изграден в 1955 - 1956 година на мястото на стария дървен мост от майстор Джуладин от Струга. Известният режисьор Милчо Манчевски, снима част от своя филм „Прашина“ на това място. Под моста на една висока скала е изобразен Свети Георги, като остатък от църквето, намирало се там.

## История

### В Османската империя
| Османски статистики        | Ханета | Неженени | Вдовици | Годишен приход |
| -------------------------- | ------ | -------- | ------- | -------------- |
| Дефтер № 4 от 1476/77 г.   | 18     | 2        |         | 943            |
| Дефтер № 16 от 1481/82 г.  | 28     |          | 2       | 1835           |
| Дефтер № 73 от 1519 г.     | 50     | 10       | 3       | 2627           |
| Дефтер № 149 от 1528/29 г. | 57     | 8        | 2       | 3620           |
| Дефтер № 232 от 1544/45 г. | 40     | 8        |         | 2110           |

В обобщен списък на джизието на немюсюлманите от селата от вакъфите на починалия султан Сюлейман в казата Пирлепе от 9 ноември 1615 година селото е записано като Бозовик с 24 ханета (домакинства). В списък (иджмал дефтер) на селищата от вакъфа на султан Сюлейман в Морихова от 14 февруари 1628 година в Безовик са отбелязани 20 ханета.
Църквата „Свети Атанасий“ е от XVII век – периодът, в който се смята, че е основано и самото село. В XIX век Зовик е чисто българско село в Прилепска кааза на Османската империя. Втората църква в селото „Свети Никола“ е изградена в 1862 година. В „Етнография на вилаетите Адрианопол, Монастир и Салоника“, издадена в Константинопол в 1878 година и отразяваща статистиката на населението от 1873 година, Зовик (Zovik) е посочено като село с 44 домакинства със 189 жители българи и 5 цигани.
Според статистиката на Васил Кънчов („Македония. Етнография и статистика“) от 1900 година Бзочикъ има 420 жители, всички българи християни.
На Етнографската карта на Битолския вилает на Картографския институт в София от 1901 година Бзовик е чисто българско село в Прилепската каза на Битолския санджак с 62 къщи.
В началото на XX век християнското население на селото е гъркоманско под върховенството на Цариградската патриаршия. По данни на секретаря на Българската екзархия Димитър Мишев („La Macédoine et sa Population Chrétienne“) в 1905 година в Бзовик има 320 българи патриаршисти гъркомани и работи гръцко училище.
Според Георги Трайчев Бзовик има 40 къщи с 420 жители българи гъркомани.

### Преброявания в Югославия и Република Македония[1]
| Националност     | 1948 | 1953 | 1961 | 1971 | 1981 | 1991 | 1994 | 2002 |
| ---------------- | ---- | ---- | ---- | ---- | ---- | ---- | ---- | ---- |
| Общо             | 338  | 356  | 388  | 317  | 145  | 56   | 54   | 31   |
| северномакедонци |      | 356  | 388  | 317  | 144  | 56   | 54   | 31   |
| албанци          |      | 0    | 0    | 0    | 0    | 0    | 0    | 0    |
| турци            |      | 0    | 0    | 0    | 0    | 0    | 0    | 0    |
| роми             |      | 0    | 0    | 0    | 0    | 0    | 0    | 0    |
| власи            |      | 0    | 0    | 0    | 0    | 0    | 0    | 0    |
| сърби            |      | 0    | 0    | 0    | 0    | 0    | 0    | 0    |
| бошняци          |      | 0    | 0    | 0    | 0    | 0    | 0    | 0    |
| други            |      | 0    | 0    | 0    | 1    | 0    | 0    | 0    |

## Забележителности
- Църква „Свети Атанасий;
- Църква „Свети Никола“;
- Зовишки мост;
- Българско военно гробище с възстановени войнишки паметници на загинали войници от 47 и 7 пехотни полкове.[10]

## Личности
Родени в Зовик
- Мице, български революционер, деец на ВМОРО[11]

Починали в Зовик
- Гроздю (Грозю) Иванов Грозданов, български военен деец, подпоручик, загинал през Първата световна война[12]